# Hartmut Rensen
Hartmut Rensen (* 6. November 1970 in Lingen (Ems)) ist ein promovierter Jurist und seit dem 1. Oktober 2019 Richter am Bundesgerichtshof.

## Leben
Hartmut Rensen besuchte das Gymnasium Marianum und trat nach der Beendigung seiner juristischen Ausbildung sowie einer Tätigkeit als wissenschaftlicher Mitarbeiter an einem Lehrstuhl für Zivilrecht 2001 als Richter auf Probe in den Dienst des Landes Nordrhein-Westfalen. Hier war er zunächst beim Landgericht Aachen und bei den Amtsgerichten Heinsberg und Geilenkirchen eingesetzt.
Nach seiner Ernennung zum Richter am Landgericht war er seit Oktober 2004 wieder beim Landgericht Aachen tätig. Von Juni 2006 an war er für drei Jahre als wissenschaftlicher Mitarbeiter an das Bundesverfassungsgericht abgeordnet. Von Juli 2010 bis Mai 2011 arbeitete er am Oberlandesgericht Köln, an dem er im März 2012 seine Ernennung zum Richter des Oberlandesgerichts erhielt. Seit Januar 2019 war er mit der Hälfte seiner Arbeitskraft an den Verfassungsgerichtshof für das Land Nordrhein-Westfalen abgeordnet.
Mit Wirkung vom 1. Oktober 2019 ist er zum Richter am Bundesgerichtshof ernannt und dort dem X. Zivilsenat zugewiesen worden. Mit Wirkung vom 1. August 2021 gehört er zusätzlich dem als Hilfssenat eingerichteten VIa-Zivilsenat des Bundesgerichtshofes an. Im Nebenamt hat Rensen einen Lehrauftrag an der Universität Osnabrück angenommen.

## Veröffentlichungen
- Beschlussmängelstreitigkeiten in der GmbH, Nomos, 2014, ISBN 978-3-8487-0582-5
- Linien der Rechtsprechung des Bundesverfassungsgerichts – erläutert von den wissenschaftlichen Mitarbeitern, de Gruyter, 2009, ISBN 978-3-89949-480-8 (Mitautor)
- Die Gehörsrüge (§ 321a ZPO): Leitfaden für die Praxis  (mit Tanja Polep), de Gruyter, 2004, ISBN 978-3-11-089644-2